# Minera
Minera (en anglais) ou Y Mwynglawdd (en gallois) est un village et une communauté du borough de comté de Wrexham, au pays de Galles.

## Géographie
Minera est situé à 8 km à l'ouest du centre-ville de Wrexham, au nord de la Clywedog (en).
La communauté de Minera comprend aussi les villages de Gwynfryn (en) et New Brighton (en).

## Démographie
Au recensement de 2011, la communauté de Minera comptait 1 617 habitants.